# Strada europea E08

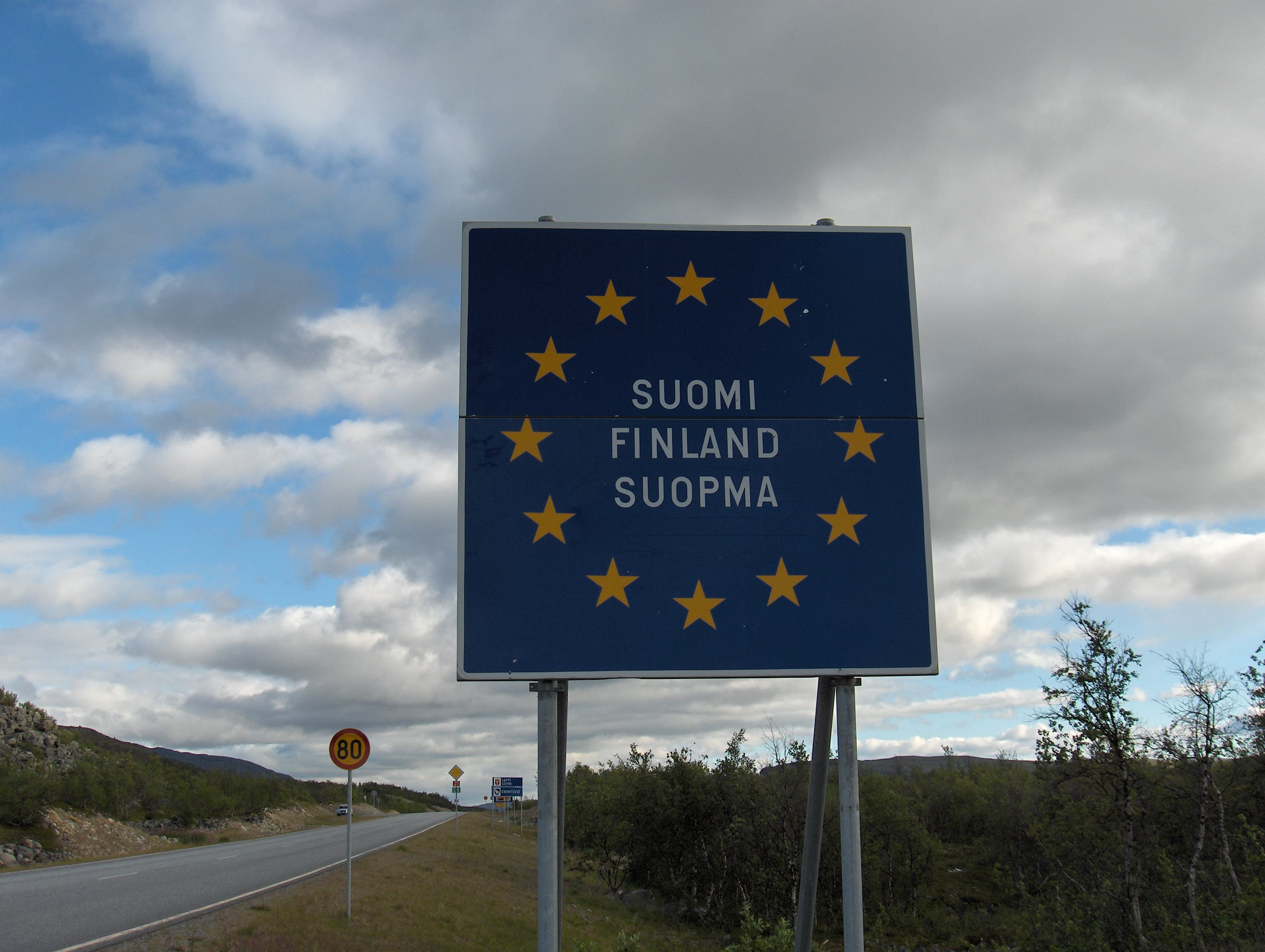
Segnaletica di confine finlandese sulla E 8 a Kilpisjärvi (in finlandese, svedese e sami).

La strada europea E8 è una strada europea di classe A e, come si evince dal numero, una dorsale intermedia ovest-est lunga 1.410 km. Collega Tromsø in Norvegia con Turku in Finlandia.
- E8: Tromsø – Nordkjosbotn – Skibotn – Kilpisjärvi – Kaaresuvanto – Muonio – Tornio – Keminmaa – Kemi – Oulu – Liminka – Raahe – Kalajoki – Kokkola – Vaasa – Pori – Rauma – Turku

## Percorso
In Finlandia, la E 8 segue il percorso delle strade statali:
- Strada statale finlandese 21, Kilpisjärvi–Tornio
- Strada statale finlandese 29, Tornio–Keminmaa
- Strada statale finlandese 4, Keminmaa–Liminka
- Strada statale finlandese 8, Liminka–Turku

La classificazione di strada europea E8 è stata introdotta tra Tromsø e Tornio nel 1992. Nel sistema delle strade europee precedente questo tratto era chiamato E78 già dal 1962. Nel 2002 la E8 fu estesa da Tornio a Turku portandola alla lunghezza attuale.
La E8, nel tratto tra Keminmaa a Liminka di 138 km, condivide il suo percorso con la strada europea E75 mentre da Nordkjosbotn in Norvegia, per 44 km condivide il suo percorso con la strada europea E6. Inoltre la E8 è punto di origine:
- a Karesuvanto della strada europea E45

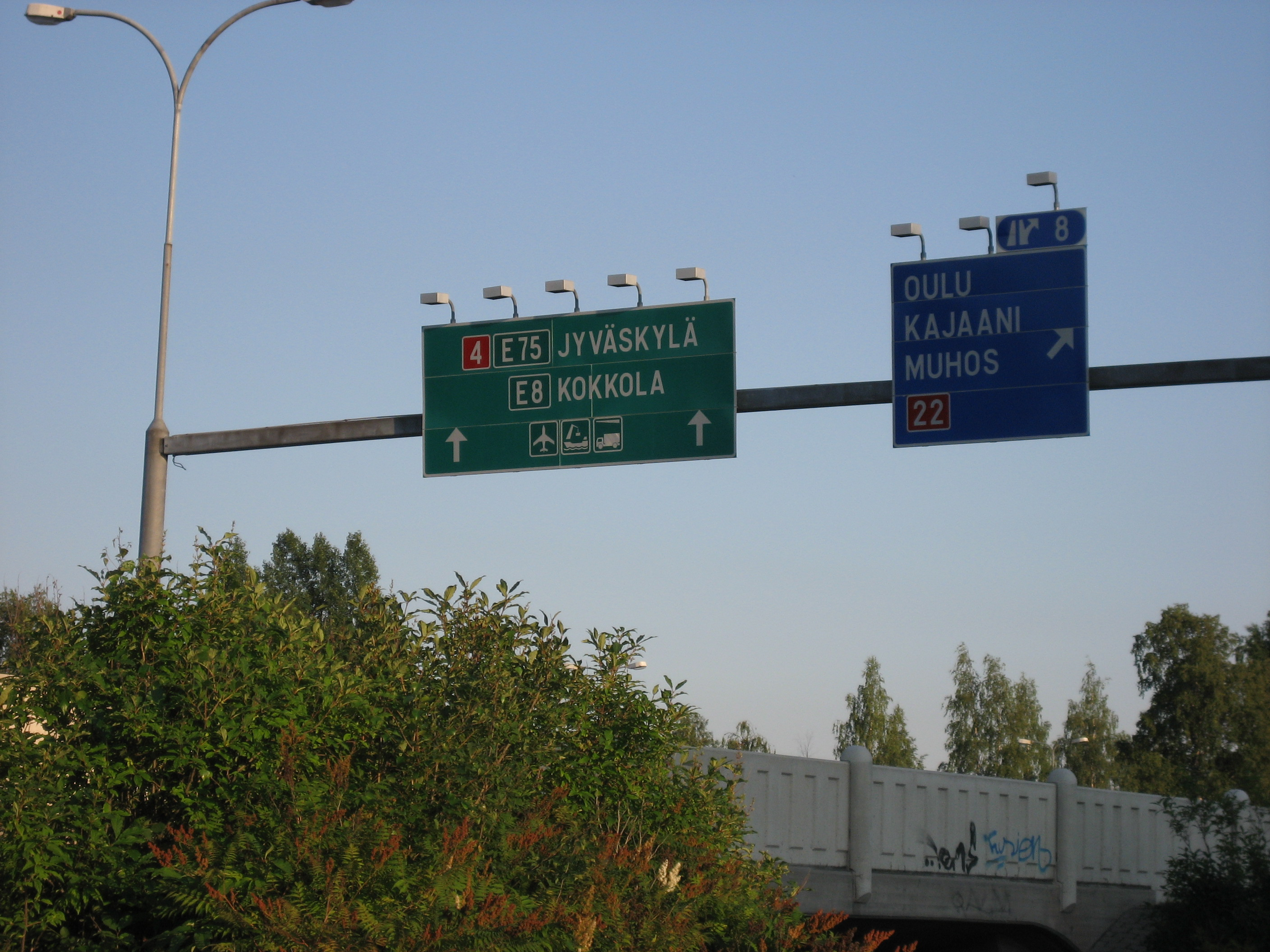
Segnaletica sulla E75/E8 vicino Oulu.

- a Turku della strada europea E63